# Francis Crawford Burkitt
Pour les articles homonymes, voir Crawford et Burkitt.
Francis Crawford Burkitt, né le 3 septembre 1864 à Londres et mort le 3 mai 1935 à Cambridge, est un bibliste et théologien britannique. Spécialiste du Nouveau Testament et professeur à l'université de Cambridge, il est à l'origine de la médaille Burkitt décernée par la British Academy.

## Biographie

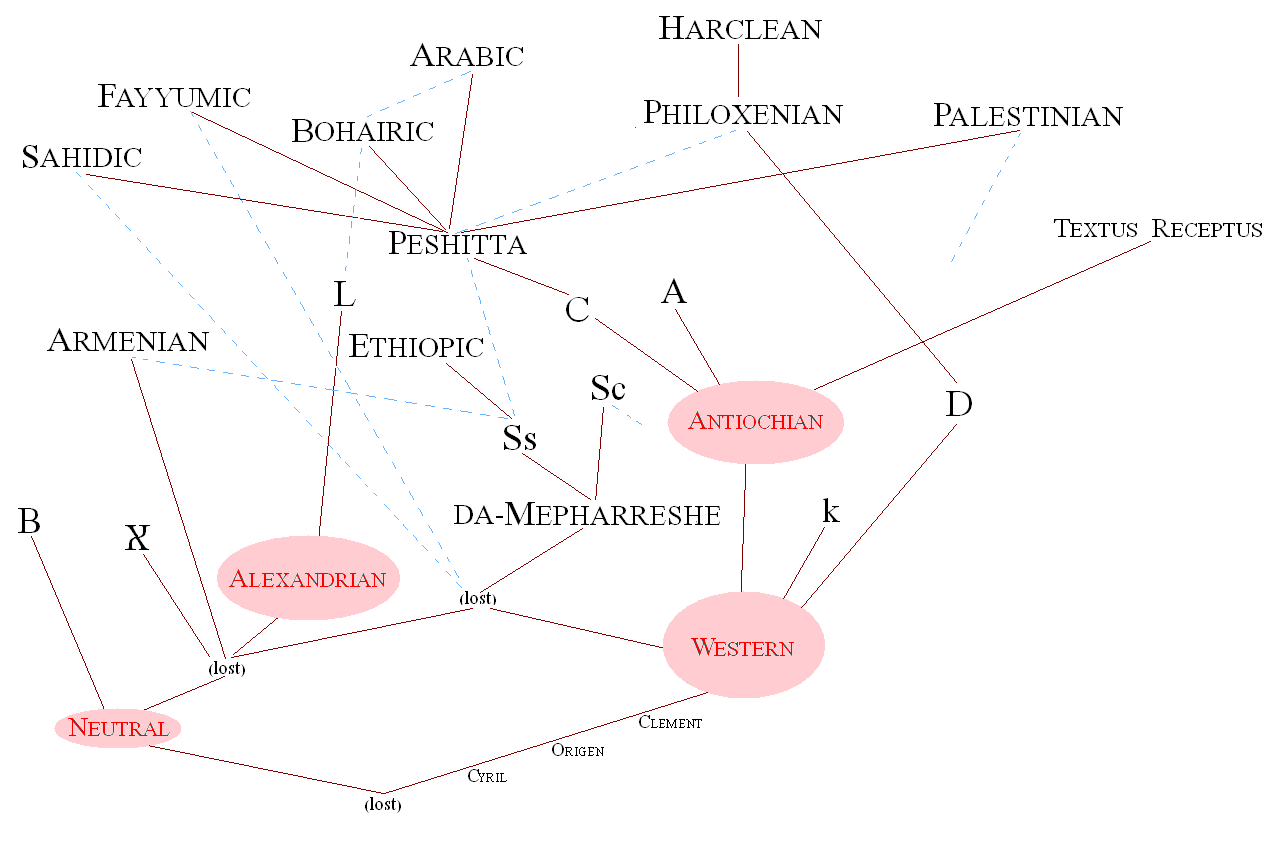
Les liens entre les principaux manuscrits selon Burkitt

En 1893, Francis Crawford Burkitt accompagne Robert Lubbock Bensly (en), James Rendel Harris et les sœurs Agnes et Margaret Smith dans leur expédition au monastère Sainte-Catherine du Sinaï, afin d'examiner le palimpseste syriaque aujourd'hui connu sous le nom de Codex Sinaiticus Syriacus et découvert l'année précédente par les sœurs Smith. Il joue un rôle déterminant dans le déchiffrement et la publication du manuscrit.
Professeur d'exégèse biblique à l'université de Cambridge de 1905 jusqu'à ses dernières années, Burkitt s'est opposé à l'hypothèse d'un texte césaréen distinct formulée par Burnett Hillman Streeter.
En dehors de son édition du Nouveau Testament en grec (1896), ses principaux ouvrages sont Ephrem Syrus (1904), Early Eastern Christianity (1904), The Religion of the Manichees (1925), Church and gnosis (1932).
Burkitt est membre de la British Academy.
Il est le père du paléontologue Miles Crawford Burkitt (en) (1890-1971).

## Publications
- The Book of Rules of Tyconius (1894)
- The four Gospels in Syriac, transcribed from the Sinaitic palimpsest (1894) with Robert L. Bensly and J. Rendel Harris, introduction by Agnes Smith Lewis (1894)
- The New Testament in Greek (1896), editor of second edition
- The Old Latin and the Itala (1896)
- Fragments of the Books of Kings according to the Translation of Aquila (1897)
- Notes. Saint Mark XV in codex k[3], JTS 1900, ss. 278-279.
- Two Lectures on the Gospels (1901)
- Saint Ephraim's Quotations From The Gospel (1901)
- Criticism of the New Testament: St. Margaret's Lectures (1902) with Frederic G. Kenyon, A. C. Headlam and others
- The Hebrew Papyrus of the Ten Commandments, The Jewish Quarterly Review, 15, 392-408 (1903)
- Early Eastern Christianity: Saint Margaret's Lectures on the Syriac Speaking Church (1904)
- Further Notes on codex k[4], JTS 1904, ss. 100-107.
- Evangelion da-mepharreshe: The Curetonian Version of the Four Gospels, with the readings of the Sinai Palimpsest. I. Text; II: Introduction and Notes  (1904)
- The Gospel History and its Transmission (1907)
- Codex Alexandrinus, Journal of Theological Studies XI (Oxford, 1909–1910), p. 663–666.
- Jewish and Christian Apocalypses (1914) Schweich Lectures on Biblical Archaeology of the British Academy 1913
- Johannes Weiss : In Memoriam, The Harvard Theological Review, Cambridge University Press and Harvard Divinity School, 1915
- The Religion of the Manichees (1925) Donnellan Lectures 1924
- Palestine in General History (1929) Schweich Lectures 1926, with Theodore H. Robinson, J. W. Hunkin
- Christian Worship (1930)
- The Church of Today Part 2 (1930) with P. Gardner-Smith and C. E. Raven, The Christian Religion and Its Origin and Progress, Volume 3
- Jesus Christ: An Historical Outline (1932)
- Church and Gnosis : a Study of Christian Thought and Speculation in the Second Century (1932)
- Franciscan Essays II (1932) with H. E. Goad and A. G. Little
- The Dura Fragment of Tatian. Journal of Theological Studies 36 (Oxford, 1935): 192–293.
- Early Christianity Outside the Roman Empire (2002)
- Egyptian Gnostic Works (2005)
- Christian Beginnings: Three Lectures (2005)